# Marcelo Vieira da Silva Júnior
Marcelo Vieira da Silva Júnior, noto semplicemente come Marcelo (Rio de Janeiro, 12 maggio 1988), è un ex calciatore brasiliano con cittadinanza spagnola, di ruolo difensore.
Considerato come uno dei migliori terzini di tutti i tempi, con il Real Madrid ha vinto nel corso della sua carriera sei campionati spagnoli (2007, 2008, 2012, 2017, 2020 e 2022), due Coppe del Re (2011 e 2014), cinque Supercoppe spagnole (2008, 2012, 2017, 2019 e 2022), cinque Champions League (2014, 2016, 2017, 2018 e 2022), tre Supercoppe UEFA (2014, 2016 e 2017) e quattro Mondiali per club (2014, 2016, 2017 e 2018).
Con la nazionale brasiliana ha disputato due Mondiali (2014 e 2018) e una Confederations Cup (2013), vincendola. Inoltre, con la selezione olimpica ha preso parte a due Olimpiadi (2008 e 2012).

## Biografia
Dal 2011 ha acquisito anche la cittadinanza spagnola. È cresciuto in condizioni di estrema povertà, che lo hanno persino portato a considerare l'idea di smettere di giocare. È stato suo nonno Pedro, al quale era molto legato, a convincerlo a non lasciare il calcio.

## Caratteristiche tecniche
Terzino sinistro dotato di notevoli abilità atletiche e di un'eccezionale tecnica individuale, fa del dribbling in velocità uno dei suoi marchi di fabbrica. Abile anche nella conclusione, con l'arrivo del tecnico José Mourinho nel 2010 effettua notevoli progressi anche in fase difensiva.

## Carriera

### Club

#### Gli inizi, Fluminense
Marcelo ha iniziato a giocare a futsal all'età di 9 anni. All'età di 13 anni è stato scoperto dal Fluminense, che lo ha inserito nel proprio settore giovanile. È passato in prima squadra nel 2005 e nella stagione successiva ha totalizzato 29 presenze e 4 gol.

#### Real Madrid

##### 2007-2013
Nel gennaio 2007 si trasferisce al Real Madrid, dove viene indicato da subito come potenziale erede di Roberto Carlos. Ha esordito il 7 gennaio 2007, subentrando a Míchel Salgado nella sconfitta 2-0 rimediata sul campo del Deportivo La Coruña. Il 14 aprile dello stesso anno, Marcelo ha giocato la sua prima partita da titolare, in una partita contro il Racing Santander, persa dalle merengues per 2-1. Con l'arrivo del nuovo tecnico tedesco Bernd Schuster, il giovane terzino sinistro è stato schierato come titolare in quasi tutte le gare di campionato. Le sue abilità, la sua velocità, e le sue doti in attacco e in difesa lo hanno ben presto reso uno dei giocatori più importanti del Real Madrid.
L'arrivo del nuovo allenatore Juande Ramos è coinciso con una serie di prestazioni al di sotto delle aspettative, che hanno portato il brasiliano a giocarsi una maglia da titolare con l'argentino Gabriel Heinze. Ramos ha deciso di utilizzarlo come ala sinistra in più di un'occasione, e a Marcelo non ci è voluto molto prima di adattarsi al suo nuovo ruolo. Ha segnato la sua prima rete nella stagione 2008-2009, grazie a un assist di Higuaín, in una partita vinta per 4-0 contro lo Sporting Gijón. Dopo la partita il CT Juande Ramos ha dichiarato che quella di ala sinistra sarebbe stata la sua nuova posizione ufficiale, e che sarebbe tornato in difesa solo quando era richiesto. Ha segnato il suo secondo gol in una vittoria contro l'Almería, con un potente destro da fuori area. Il 18 aprile 2009 ha segnato la sua terza marcatura con la maglia del Real, firmando il gol vittoria contro il Recreativo Huelva. Si è ripetuto lo stesso mese contro il Siviglia, al Ramón Sánchez-Pizjuán.

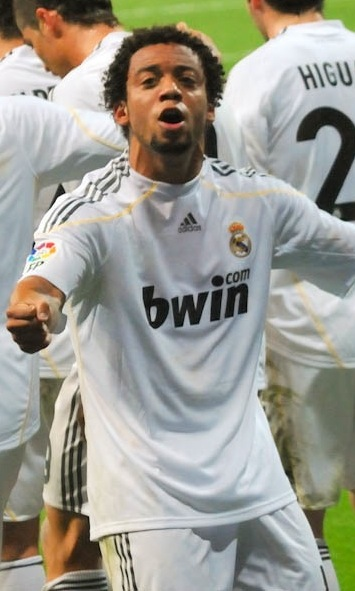
Marcelo con la maglia dei Blancos nell'aprile del 2010

Nella stagione 2009-2010 segna 4 gol in 43 partite stagionali e 9 assist. Il 15 settembre gioca la prima partita di UEFA Champions League in stagione contro lo Zurigo, partita vinta 5-2. Contro il Real Valladolid arriva il primo gol il 17 ottobre 2009. In occasione del derby di Madrid contro l'Atletico segna il suo secondo gol del campionato nella sfida vinta 3-2 per il Real Madrid. Il 29 novembre contro il Barcellona gioca titolare tutti i 90 minuti e venendo anche ammonito. Il 5 febbraio 2010 prolunga il contratto con il Real Madrid fino a giugno 2015. Segna contro l'Osasuna il 2 maggio successivo, arrivando a quota tre gol in campionato, partita vinta 3-2. Sei giorni dopo segna il suo 4º gol in campionato contro l'Atletico Bilbao.
Quando, nell'estate del 2010, a Madrid è arrivato José Mourinho, tutto lasciava pensare a una sua partenza, viste le perplessità mostrate dal portoghese verso il brasiliano. Invece, dopo un mese e mezzo, Mourinho ha rivelato che il giocatore lo ha molto colpito, soprattutto per i miglioramenti in fase difensiva. Il 29 agosto esordisce in campionato nella partita pareggiata 0-0 contro il Maiorca. L'11 settembre viene schierato titolare nella prima partita giocata in casa contro l'Osasuna vinta 1-0 viene anche ammonito. Gioca la partita del Classico del 30 novembre contro il Barcellona finita 5-0 determinante anche un suo errore che ha portato al 2-0 col gol di Pedro. Dopo il ko di Barcellona gioca la partita vinta per 2-0 contro il Valencia. Il 13 febbraio segna il gol partita, che permette alla squadra madrilena di ottenere i 3 punti, fondamentali nella scalata alla classifica. Il secondo gol arriva il 3 marzo contro il Malaga nella sfida vinta 7-0. Il 16 marzo arriva il suo primo gol in carriera in UEFA Champions League nella gara di ritorno degli ottavi di finale vinta 3-0 contro l’Olympique Lione con un'azione personale e con una conclusione di sinistro. Il 5 aprile 2011 torna dopo un turno di stop nella partita di UEFA Champions League contro il Tottenham vinta 4-0.
Il 20 aprile vince la sua prima Coppa del Re battendo in finale il Barcellona per 1-0 ai supplementari. Gioca per la prima volta una semifinale di UEFA Champions League, il 27 aprile, perdendo 2-0 contro il Barça a Madrid; nella sfida di ritorno del 3 maggio firma il gol del pareggio dell'1-1, inutile per la qualificazione. Il 7 maggio gioca nella partita vinta per 6-2 contro il Siviglia. Il 15 maggio contro il Villarreal segna il suo quinto gol stagionale superando il suo personale record di 4 gol delle stagioni 2008-2009 e 2009-2010.
La stagione comincia con la Supercoppa di Spagna contro il Barcellona, dove nella seconda partita giocata al Camp Nou viene espulso a 2 minuti dal termine. In occasione della prima partita di campionato, vinta per 6-0 in casa del Real Saragozza, segna uno dei gol della sua squadra. Il 22 gennaio 2012 nella sfida vinta per 4-1 contro l'Athletic Bilbao torna al gol. Nella partita del 2 maggio contro l'Athletic Bilbao vince il suo terzo Campionato. Inizia la stagione vincendo la Supercoppa di Spagna 2012 nella doppia sfida contro il Barcellona.
Il 18 settembre segna la rete del momentaneo 1-1 al debutto stagionale in Champions League contro il Manchester City, poi finito 3-2 per i padroni di casa del Real Madrid.

##### 2013-2022
Nella stagione 2013-2014, si conferma tra i migliori al mondo nel suo ruolo, disputando una stagione straordinaria culminata con la conquista della Coppa del Re, in finale contro il Barcellona, e della UEFA Champions League, in finale contro l'Atlético Madrid, nella partita del 24 maggio 2014, finita 4-1 per il Real Madrid, in cui segna il goal del momentaneo 3-1 al 118' dei tempi supplementari. La stagione 2014-2015 si apre con la conquista della Supercoppa europea, vinta il 12 agosto 2014 battendo 2-0 il Siviglia, vincitore dell'Europa League. In questa partita Marcelo subentra nel finale di gara. Il 20 dicembre conquista il Mondiale per club, battendo 2-0 in finale il San Lorenzo. Il 18 febbraio 2015 segna il secondo gol per il Real Madrid contro lo Schalke 04 con un tiro straordinario. Il 13 luglio rinnova il suo contratto fino al 30 giugno 2020.

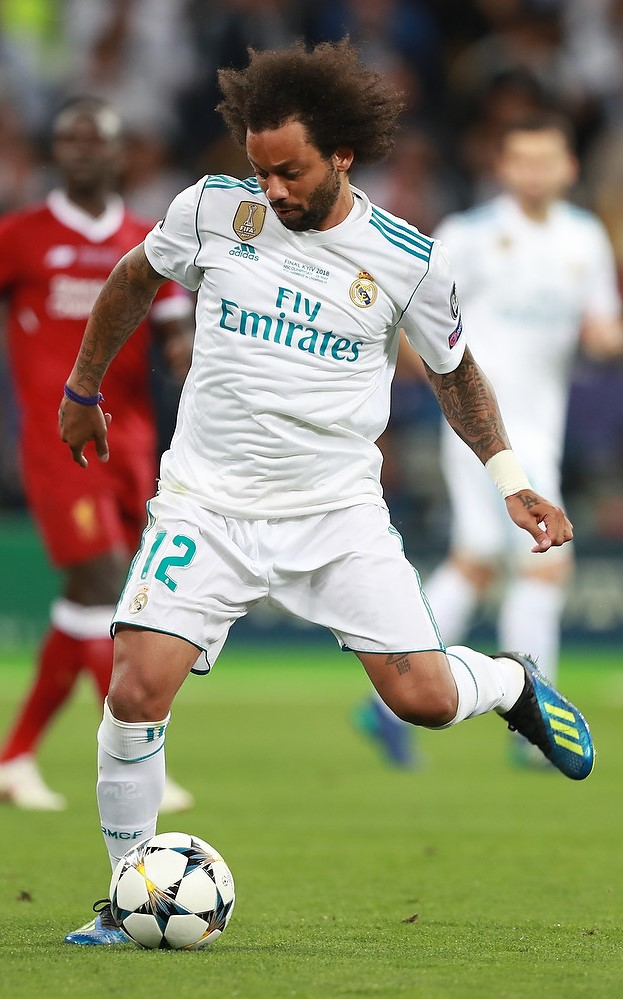
Marcelo in azione durante la finale di Champions League 2018 contro il

Nella stagione 2015-2016 vince la sua seconda Champions League con i blancos battendo ai tiri di rigore ancora i rivali cittadini dell'Atlético Madrid nella finale di San Siro, dopo l'1-1 dei tempi supplementari. Nell'annata seguente si aggiudica sia il campionato, che la Champions League, vinta superando la Juventus per 4-1 in finale del Millennium Stadium di Cardiff. Inizia la stagione 2017-2018 vincendo la Supercoppa europea grazie al successo per 2-1 a Skopje contro il Manchester United. Nel corso dell'annata conquista nuovamente la Coppa del mondo per club e la Champions League, sconfiggendo in finale il Liverpool.
Il 22 dicembre 2018, grazie al successo per 4-1 contro dopo l'Al-Ain, campione degli Emirati Arabi Uniti e padrone di casa, si aggiudica con i suoi compagni un'altra Coppa del mondo per club, la quarta nella storia della squadra madrilena (record per la competizione). Grazie al successo diventa, insieme con il compagno Sergio Ramos, il terzo calciatore più titolato in maglia blanca, dopo Francisco Gento (23) e Manuel Sanchís (21). Con la vittoria del campionato nell'edizione 2019-20, assieme al compagno Sergio Ramos, diventa il secondo calciatore più titolato in maglia blanca, dopo Francisco Gento (23).
Resterà il titolare sulla fascia fino al 2019, quando, a seguito di vari infortuni, perderà il posto da titolare in favore di Ferland Mendy.
Nella stagione 2021-2022, a seguito dell'addio di Sergio Ramos, diventa il capitano del Real Madrid, pur disputando poche partite. A fine stagione conquista il campionato e la sua quinta Champions League, nella vittoria per 1-0 contro il Liverpool il 28 maggio a Parigi (in cui non scende in campo).
Il 12 giugno 2022 ufficializza l'addio al Real Madrid dopo 15 anni.

#### Olympiakos
Il 2 settembre 2022, dopo un breve periodo da svincolato, viene ingaggiato dai greci dell'Olympiacos, con cui sottoscrive un contratto di un anno con opzione per un'ulteriore stagione. Ha fatto il suo esordio nella partita di Europa League contro il Qarabağ persa 3-0. Il 18 febbraio 2023 risolve il proprio contratto con il club avendo messo insieme in tutto solo 10 presenze e 3 gol (tutti messi a segno in Coppa di Grecia).

#### Ritorno alla Fluminense e ritiro
Il 24 febbraio 2023, dopo avere interrotto il contratto con l'Olympiakos, torna al Fluminense, con cui sottoscrive un contratto fino al 31 dicembre 2024 con opzione di rinnovo per un'ulteriore stagione fino 2025. Il 4 novembre 2023 parte titolare nella finale di Coppa Libertadores, vinta contro il Boca Juniors per 2-1 al Maracanã di Rio de Janeiro dopo i tempi supplementari: la conquista di questa coppa gli consente di diventare il 15º giocatore nella storia del calcio a vincere Coppa Libertadores e Champions League.
Il 2 novembre 2024, nella partita contro il Grêmio, mentre sta per entrare in campo nei minuti finali subentrando a Lima, litiga con l'allenatore Mano Menezes, il quale lo rimanda in panchina preferendogli John Kennedy; poche ore dopo la fine dell'incontro, quanto accaduto porta il calciatore a risolvere il contratto con la società brasiliana.
Rimasto svincolato, il 6 febbraio 2025 all'età di 36 anni, annuncia il ritiro dal calcio giocato.

### Nazionale

#### Nazionale giovanile e olimpica

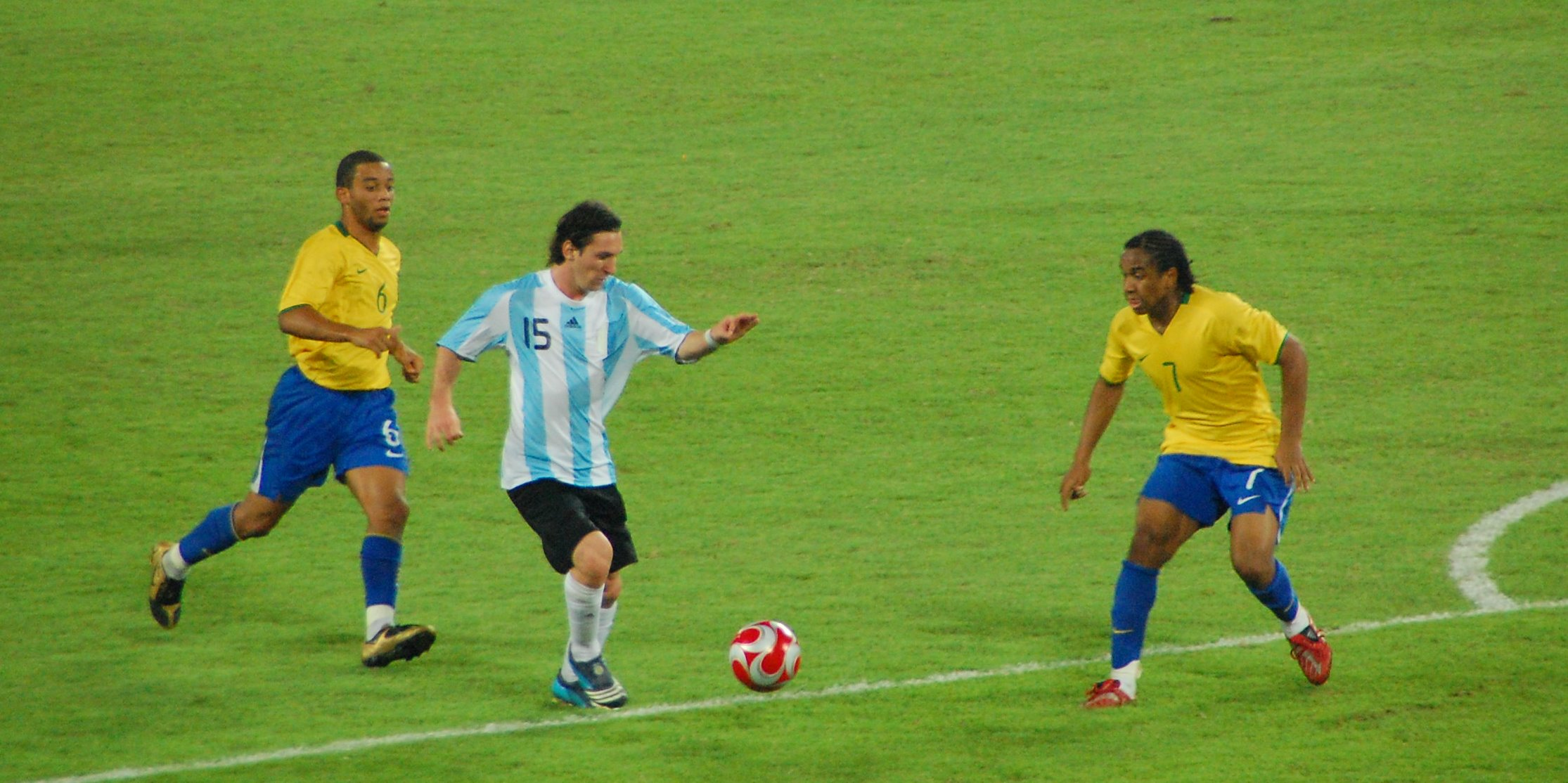
Marcelo in nazionale, mentre insegue Lionel Messi durante un incontro dell'Olimpiade del 2008

Le sue prime esperienze a livello internazionale risalgono al mondiale Under-17 del 2005, dove esordisce il 17 settembre contro il Gambia, partita finita 3-1 per la squadra africana. Dopo aver saltato 4 partite torna nella semifinale giocata il 29 settembre a Trujillo contro la Turchia, in cui realizza un gol contribuendo al 4-3. Tale risultato permette al Brasile di accedere alla finale di Lima del 2 ottobre, ma in quella partita, persa per 3-0 contro il Messico, viene espulso.
Al mondiale Under-20 del 2007, in Canada, gioca la prima partita il 30 giugno contro la Polonia, vinta dai polacchi 1-0. Nella seconda partita il Brasile vince per 3-2 contro la Corea del Sud, ma nella successiva e ultima viene eliminato dagli Stati Uniti,
Nel 2008 partecipa alle Olimpiadi di Pechino; esordisce il 7 agosto contro il Belgio (partita finita 1-0 con gol di Hernanes). Il 16 agosto dopo aver superato i gironi, il Brasile affronta il Camerun con Marcelo che segna il gol del 2-0 al 105' dopo il primo gol di Rafael Sóbis al 103'. In semifinale il Brasile perde 3-0 contro l'Argentina. Vince il bronzo nella finale valida per il terzo posto, battendo per 3-0 il Belgio il 22 agosto a Shanghai.
Il 6 luglio 2012 viene convocato per disputare le Olimpiadi di Londra. La nazionale brasiliana concluderà il torneo al secondo posto, perdendo per 1-2 contro la nazionale messicana nella finale di Wembley dell'11 agosto.

#### Nazionale maggiore

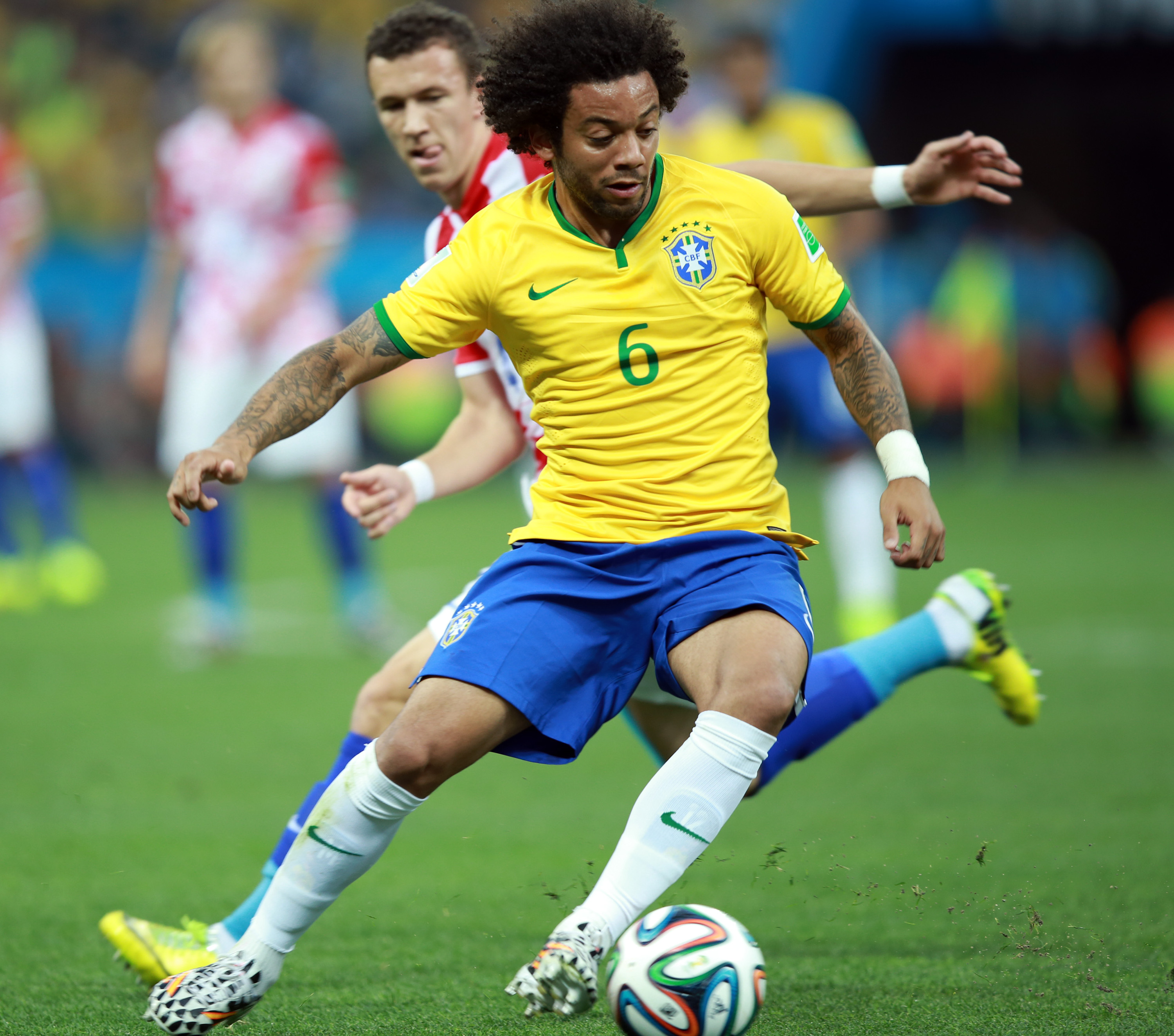
Marcelo in azione con la maglia del Brasile ai Mondiali 2014

Ha esordito con il Brasile guidato dal CT verdeoro Dunga il 5 settembre 2006, a 18 anni, segnando un gol nella partita amichevole vinta per 2-0 contro il Galles allo stadio White Hart Lane di Londra.
Tenuto in considerazione per le sue qualità tecniche, rimane tuttavia inizialmente ai margini della Seleção, e non viene convocato per il Mondiale 2010. Il 12 ottobre 2011 realizza il suo secondo gol col Brasile nella partita amichevole vinta per 2-1 contro il Messico. Il 31 maggio 2012 realizza il suo quarto gol in 11 partite con la Selecao nella partita amichevole vinta 4-1 contro gli Stati Uniti. Viene espulso nella partita contro l'Argentina, giocata a New York il 9 giugno 2012 e finita 4-3 per gli argentini.
Il CT Luiz Felipe Scolari lo inserisce nella lista dei 23 convocati per la Confederations Cup 2013 in programma in Brasile.
Dopo aver battuto per 2-1 l'Uruguay il 26 giugno, in finale il 30 giugno il Brasile vince il titolo battendo 3-0 la Spagna, grazie a 2 gol di Fred e uno di Neymar.
L'anno successivo partecipa al Mondiale 2014, organizzato proprio dal Brasile. Esordisce nella competizione disputando da titolare la prima partita della fase a gironi vinta contro la Croazia (3-1). I verdeoro si arrendono in semifinale, sconfitti per 1-7 dalla Germania futura campione.
Al Mondiale 2018, con il CT Tite, è capitano nella partita inaugurale contro la Svizzera. Il Brasile viene eliminato ai quarti perdendo per 2-1 contro il Belgio. Si tratta, a soli 30 anni, dall'ultima partita di Marcelo coi verdeoro, in quanto dopo la manifestazione non scende più in campo con la nazionale.

## Statistiche

### Presenze e reti nei club
| Stagione            | Squadra            | Campionato         | Campionato | Campionato | Coppe nazionali | Coppe nazionali | Coppe nazionali | Coppe continentali | Coppe continentali | Coppe continentali | Altre coppe | Altre coppe | Altre coppe | Totale | Totale |
| Stagione            | Squadra            | Comp               | Pres       | Reti       | Comp            | Pres            | Reti            | Comp               | Pres               | Reti               | Comp        | Pres        | Reti        | Pres   | Reti   |
| ------------------- | ------------------ | ------------------ | ---------- | ---------- | --------------- | --------------- | --------------- | ------------------ | ------------------ | ------------------ | ----------- | ----------- | ----------- | ------ | ------ |
| 2005                | Fluminense         | A1/RJ+A            | 0+1        | 0          | CB              | 0               | 0               | -                  | -                  | -                  | -           | -           | -           | 1      | 0      |
| 2006                | Fluminense         | A1/RJ+A            | 1+28       | 0+4        | CB              | 7               | 2               | CS                 | 3                  | 0                  | -           | -           | -           | 39     | 6      |
| gen.-giu. 2007      | Real Madrid        | PD                 | 6          | 0          | CR              | 0               | 0               | UCL                | 0                  | 0                  | -           | -           | -           | 6      | 0      |
| 2007-2008           | Real Madrid        | PD                 | 24         | 0          | CR              | 2               | 0               | UCL                | 6                  | 0                  | SS          | 0           | 0           | 32     | 0      |
| 2008-2009           | Real Madrid        | PD                 | 27         | 4          | CR              | 2               | 0               | UCL                | 5                  | 0                  | SS          | 0           | 0           | 34     | 4      |
| 2009-2010           | Real Madrid        | PD                 | 35         | 4          | CR              | 2               | 0               | UCL                | 6                  | 0                  | -           | -           | -           | 43     | 4      |
| 2010-2011           | Real Madrid        | PD                 | 32         | 3          | CR              | 6               | 0               | UCL                | 12                 | 2                  | -           | -           | -           | 50     | 5      |
| 2011-2012           | Real Madrid        | PD                 | 32         | 3          | CR              | 3               | 0               | UCL                | 7                  | 0                  | SS          | 2           | 0           | 44     | 3      |
| 2012-2013           | Real Madrid        | PD                 | 14         | 0          | CR              | 1               | 0               | UCL                | 2                  | 1                  | SS          | 2           | 0           | 19     | 1      |
| 2013-2014           | Real Madrid        | PD                 | 28         | 1          | CR              | 4               | 0               | UCL                | 7                  | 1                  | -           | -           | -           | 39     | 2      |
| 2014-2015           | Real Madrid        | PD                 | 34         | 2          | CR              | 3               | 1               | UCL                | 11                 | 1                  | SU+SS+CmC   | 1+2+2       | 0           | 53     | 4      |
| 2015-2016           | Real Madrid        | PD                 | 30         | 2          | CR              | 0               | 0               | UCL                | 11                 | 0                  | -           | -           | -           | 41     | 2      |
| 2016-2017           | Real Madrid        | PD                 | 30         | 2          | CR              | 3               | 1               | UCL                | 11                 | 0                  | SU+Cmc      | 1+2         | 0           | 47     | 3      |
| 2017-2018           | Real Madrid        | PD                 | 28         | 2          | CR              | 0               | 0               | UCL                | 11                 | 3                  | SU+SS+CmC   | 1+2+2       | 0           | 44     | 5      |
| 2018-2019           | Real Madrid        | PD                 | 23         | 2          | CR              | 4               | 0               | UCL                | 4                  | 1                  | SU+Cmc      | 1+2         | 0           | 34     | 3      |
| 2019-2020           | Real Madrid        | PD                 | 15         | 1          | CR              | 3               | 1               | UCL                | 4                  | 0                  | SS          | 1           | 0           | 23     | 2      |
| 2020-2021           | Real Madrid        | PD                 | 16         | 0          | CR              | 1               | 0               | UCL                | 2                  | 0                  | SS          | 0           | 0           | 19     | 0      |
| 2021-2022           | Real Madrid        | PD                 | 12         | 0          | CR              | 2               | 0               | UCL                | 3                  | 0                  | SS          | 1           | 0           | 18     | 0      |
| Totale Real Madrid  | Totale Real Madrid | Totale Real Madrid | 386        | 26         |                 | 36              | 3               |                    | 102                | 9                  |             | 22          | 0           | 546    | 38     |
| set. 2022-feb. 2023 | Olympiacos         | SL                 | 5          | 0          | CG              | 2               | 3               | UEL                | 3                  | 0                  | -           | -           | -           | 10     | 3      |
| feb.-dic. 2023      | Fluminense         | A1/RJ+A            | 1+19       | 1+1        | CB              | 2               | 0               | CL                 | 8                  | 0                  | Cmc         | 2           | 0           | 32     | 2      |
| gen.-nov. 2024      | Fluminense         | A1/RJ+A            | 6+17       | 0+1        | CB              | 3               | 0               | CL                 | 8                  | 2                  | RS          | 2           | 0           | 36     | 3      |
| Totale Fluminense   | Totale Fluminense  | Totale Fluminense  | 8+65       | 1+6        |                 | 12              | 2               |                    | 19                 | 2                  |             | 4           | 0           | 108    | 11     |
| Totale carriera     | Totale carriera    | Totale carriera    | 464        | 33         |                 | 50              | 8               |                    | 124                | 11                 |             | 26          | 0           | 664    | 52     |

### Cronologia presenze e reti in nazionale
| Cronologia completa delle presenze e delle reti in nazionale ― Brasile | Cronologia completa delle presenze e delle reti in nazionale ― Brasile | Cronologia completa delle presenze e delle reti in nazionale ― Brasile | Cronologia completa delle presenze e delle reti in nazionale ― Brasile | Cronologia completa delle presenze e delle reti in nazionale ― Brasile | Cronologia completa delle presenze e delle reti in nazionale ― Brasile | Cronologia completa delle presenze e delle reti in nazionale ― Brasile | Cronologia completa delle presenze e delle reti in nazionale ― Brasile |
| Data                                                                   | Città                                                                  | In casa                                                                | Risultato                                                              | Ospiti                                                                 | Competizione                                                           | Reti                                                                   | Note                                                                   |
| ---------------------------------------------------------------------- | ---------------------------------------------------------------------- | ---------------------------------------------------------------------- | ---------------------------------------------------------------------- | ---------------------------------------------------------------------- | ---------------------------------------------------------------------- | ---------------------------------------------------------------------- | ---------------------------------------------------------------------- |
| 5-9-2006                                                               | Londra                                                                 | Brasile                                                                | 2 – 0                                                                  | Galles                                                                 | Amichevole                                                             | 1                                                                      | 74’                                                                    |
| 5-6-2007                                                               | Dortmund                                                               | Brasile                                                                | 0 – 0                                                                  | Turchia                                                                | Amichevole                                                             | -                                                                      |                                                                        |
| 26-3-2008                                                              | Londra                                                                 | Svezia                                                                 | 0 – 1                                                                  | Brasile                                                                | Amichevole                                                             | -                                                                      | 73’                                                                    |
| 19-11-2008                                                             | Gama                                                                   | Brasile                                                                | 6 – 2                                                                  | Portogallo                                                             | Amichevole                                                             | -                                                                      | 82’ 85’                                                                |
| 10-2-2009                                                              | Londra                                                                 | Brasile                                                                | 2 – 0                                                                  | Italia                                                                 | Amichevole                                                             | -                                                                      |                                                                        |
| 29-3-2009                                                              | Quito                                                                  | Ecuador                                                                | 1 – 1                                                                  | Brasile                                                                | Qual. Mondiali 2010                                                    | -                                                                      | 78’                                                                    |
| 5-9-2011                                                               | Londra                                                                 | Brasile                                                                | 1 – 0                                                                  | Ghana                                                                  | Amichevole                                                             | -                                                                      |                                                                        |
| 12-10-2011                                                             | Torreón                                                                | Messico                                                                | 1 – 2                                                                  | Brasile                                                                | Amichevole                                                             | 1                                                                      |                                                                        |
| 28-2-2012                                                              | San Gallo                                                              | Bosnia ed Erzegovina                                                   | 1 – 2                                                                  | Brasile                                                                | Amichevole                                                             | 1                                                                      |                                                                        |
| 25-5-2012                                                              | Amburgo                                                                | Brasile                                                                | 3 – 1                                                                  | Danimarca                                                              | Amichevole                                                             | -                                                                      | 68’                                                                    |
| 30-5-2012                                                              | East Rutherford                                                        | Stati Uniti                                                            | 1 – 4                                                                  | Brasile                                                                | Amichevole                                                             | 1                                                                      | 62’ 90’                                                                |
| 3-6-2012                                                               | Arlington                                                              | Brasile                                                                | 0 – 2                                                                  | Messico                                                                | Amichevole                                                             | -                                                                      | 55’                                                                    |
| 9-6-2012                                                               | New York                                                               | Argentina                                                              | 4 – 3                                                                  | Brasile                                                                | Amichevole                                                             | -                                                                      | 90’                                                                    |
| 7-9-2012                                                               | San Paolo                                                              | Brasile                                                                | 1 – 0                                                                  | Sudafrica                                                              | Amichevole                                                             | -                                                                      | 39’ 59’                                                                |
| 10-9-2012                                                              | Recife                                                                 | Brasile                                                                | 8 – 0                                                                  | Cina                                                                   | Amichevole                                                             | -                                                                      |                                                                        |
| 11-10-2012                                                             | Malmö                                                                  | Brasile                                                                | 6 – 0                                                                  | Iraq                                                                   | Amichevole                                                             | -                                                                      |                                                                        |
| 21-3-2013                                                              | Ginevra                                                                | Italia                                                                 | 2 – 2                                                                  | Brasile                                                                | Amichevole                                                             | -                                                                      | 78’                                                                    |
| 25-3-2013                                                              | Londra                                                                 | Brasile                                                                | 1 – 1                                                                  | Russia                                                                 | Amichevole                                                             | -                                                                      |                                                                        |
| 2-6-2013                                                               | Rio de Janeiro                                                         | Brasile                                                                | 2 – 2                                                                  | Inghilterra                                                            | Amichevole                                                             | -                                                                      | 46’                                                                    |
| 9-6-2013                                                               | Porto Alegre                                                           | Brasile                                                                | 3 – 0                                                                  | Francia                                                                | Amichevole                                                             | -                                                                      |                                                                        |
| 15-6-2013                                                              | Brasilia                                                               | Brasile                                                                | 3 – 0                                                                  | Giappone                                                               | Conf. Cup 2013 - 1º turno                                              | -                                                                      |                                                                        |
| 19-6-2013                                                              | Fortaleza                                                              | Brasile                                                                | 2 – 0                                                                  | Messico                                                                | Conf. Cup 2013 - 1º turno                                              | -                                                                      |                                                                        |
| 22-6-2013                                                              | Salvador de Bahia                                                      | Italia                                                                 | 2 – 4                                                                  | Brasile                                                                | Conf. Cup 2013 - 1º turno                                              | -                                                                      |                                                                        |
| 26-3-2013                                                              | Belo Horizonte                                                         | Brasile                                                                | 2 – 1                                                                  | Uruguay                                                                | Conf. Cup 2013 - Semifinale                                            | -                                                                      | 75’                                                                    |
| 1-7-2013                                                               | Rio de Janeiro                                                         | Brasile                                                                | 3 – 0                                                                  | Spagna                                                                 | Conf. Cup 2013 - Finale                                                | -                                                                      |                                                                        |
| 14-8-2013                                                              | Basilea                                                                | Svizzera                                                               | 1 – 0                                                                  | Brasile                                                                | Amichevole                                                             | -                                                                      |                                                                        |
| 7-9-2013                                                               | Brasilia                                                               | Brasile                                                                | 6 – 0                                                                  | Australia                                                              | Amichevole                                                             | -                                                                      |                                                                        |
| 12-10-2013                                                             | Seul                                                                   | Corea del Sud                                                          | 0 – 2                                                                  | Brasile                                                                | Amichevole                                                             | -                                                                      |                                                                        |
| 5-3-2014                                                               | Johannesburg                                                           | Sudafrica                                                              | 0 – 5                                                                  | Brasile                                                                | Amichevole                                                             | -                                                                      | 58’                                                                    |
| 3-6-2014                                                               | Goiânia                                                                | Brasile                                                                | 4 – 0                                                                  | Panama                                                                 | Amichevole                                                             | -                                                                      | 46’                                                                    |
| 6-6-2014                                                               | San Paolo                                                              | Brasile                                                                | 1 – 0                                                                  | Serbia                                                                 | Amichevole                                                             | -                                                                      | 76’                                                                    |
| 12-6-2014                                                              | San Paolo                                                              | Brasile                                                                | 3 – 1                                                                  | Croazia                                                                | Mondiali 2014 - 1º turno                                               | -                                                                      |                                                                        |
| 17-6-2014                                                              | Fortaleza                                                              | Brasile                                                                | 0 – 0                                                                  | Messico                                                                | Mondiali 2014 - 1º turno                                               | -                                                                      |                                                                        |
| 23-6-2014                                                              | Brasilia                                                               | Camerun                                                                | 1 – 4                                                                  | Brasile                                                                | Mondiali 2014 - 1º turno                                               | -                                                                      |                                                                        |
| 28-6-2014                                                              | Belo Horizonte                                                         | Brasile                                                                | 1 – 1 dts (3 - 2 dtr)                                                  | Cile                                                                   | Mondiali 2014 - Ottavi di finale                                       | -                                                                      |                                                                        |
| 4-7-2014                                                               | Fortaleza                                                              | Brasile                                                                | 2 – 1                                                                  | Colombia                                                               | Mondiali 2014 - Quarti di finale                                       | -                                                                      |                                                                        |
| 8-7-2014                                                               | Belo Horizonte                                                         | Brasile                                                                | 1 – 7                                                                  | Germania                                                               | Mondiali 2014 - Semifinale                                             | -                                                                      |                                                                        |
| 26-3-2015                                                              | Parigi                                                                 | Francia                                                                | 1 – 3                                                                  | Brasile                                                                | Amichevole                                                             | -                                                                      | 90’                                                                    |
| 29-3-2015                                                              | Londra                                                                 | Brasile                                                                | 1 – 0                                                                  | Cile                                                                   | Amichevole                                                             | -                                                                      | 76’                                                                    |
| 5-9-2015                                                               | Harrison                                                               | Brasile                                                                | 1 – 0                                                                  | Costa Rica                                                             | Amichevole                                                             | -                                                                      |                                                                        |
| 9-9-2015                                                               | Foxborough                                                             | Stati Uniti                                                            | 1 – 4                                                                  | Brasile                                                                | Amichevole                                                             | -                                                                      |                                                                        |
| 9-10-2015                                                              | Santiago del Cile                                                      | Cile                                                                   | 2 – 0                                                                  | Brasile                                                                | Qual. Mondiali 2018                                                    | -                                                                      |                                                                        |
| 1-9-2016                                                               | Quito                                                                  | Ecuador                                                                | 0 – 3                                                                  | Brasile                                                                | Qual. Mondiali 2018                                                    | -                                                                      |                                                                        |
| 7-9-2016                                                               | Manaus                                                                 | Brasile                                                                | 2 – 1                                                                  | Colombia                                                               | Qual. Mondiali 2018                                                    | -                                                                      | 79’                                                                    |
| 11-11-2016                                                             | Belo Horizonte                                                         | Brasile                                                                | 3 – 0                                                                  | Argentina                                                              | Qual. Mondiali 2018                                                    | -                                                                      | 48’                                                                    |
| 24-3-2017                                                              | Montevideo                                                             | Uruguay                                                                | 1 – 4                                                                  | Brasile                                                                | Qual. Mondiali 2018                                                    | -                                                                      | 57’                                                                    |
| 29-3-2017                                                              | San Paolo                                                              | Brasile                                                                | 3 – 0                                                                  | Paraguay                                                               | Qual. Mondiali 2018                                                    | 1                                                                      |                                                                        |
| 1-9-2017                                                               | Porto Alegre                                                           | Brasile                                                                | 2 – 0                                                                  | Ecuador                                                                | Qual. Mondiali 2018                                                    | -                                                                      | cap. 80’                                                               |
| 10-11-2017                                                             | Lilla                                                                  | Giappone                                                               | 1 – 3                                                                  | Brasile                                                                | Amichevole                                                             | 1                                                                      | 59’                                                                    |
| 14-11-2017                                                             | Londra                                                                 | Inghilterra                                                            | 0 – 0                                                                  | Brasile                                                                | Amichevole                                                             | -                                                                      |                                                                        |
| 23-3-2018                                                              | Mosca                                                                  | Russia                                                                 | 0 – 3                                                                  | Brasile                                                                | Amichevole                                                             | -                                                                      |                                                                        |
| 27-3-2018                                                              | Berlino                                                                | Germania                                                               | 0 – 1                                                                  | Brasile                                                                | Amichevole                                                             | -                                                                      |                                                                        |
| 3-6-2018                                                               | Liverpool                                                              | Brasile                                                                | 2 – 0                                                                  | Croazia                                                                | Amichevole                                                             | -                                                                      | 60’                                                                    |
| 10-6-2018                                                              | Vienna                                                                 | Austria                                                                | 0 – 3                                                                  | Brasile                                                                | Amichevole                                                             | -                                                                      | 67’                                                                    |
| 17-6-2018                                                              | Rostov sul Don                                                         | Brasile                                                                | 1 – 1                                                                  | Svizzera                                                               | Mondiali 2018 - 1º turno                                               | -                                                                      | cap.                                                                   |
| 22-6-2018                                                              | San Pietroburgo                                                        | Brasile                                                                | 2 – 0                                                                  | Costa Rica                                                             | Mondiali 2018 - 1º turno                                               | -                                                                      |                                                                        |
| 27-6-2018                                                              | Mosca                                                                  | Serbia                                                                 | 0 – 2                                                                  | Brasile                                                                | Mondiali 2018 - 1º turno                                               | -                                                                      | 10’                                                                    |
| 6-7-2018                                                               | Kazan'                                                                 | Brasile                                                                | 1 – 2                                                                  | Belgio                                                                 | Mondiali 2018 - Quarti di finale                                       | -                                                                      |                                                                        |
| Totale                                                                 |                                                                        | Presenze                                                               | 59                                                                     |                                                                        | Reti                                                                   | 6                                                                      |                                                                        |

| Cronologia completa delle presenze e delle reti in nazionale ― Brasile olimpica | Cronologia completa delle presenze e delle reti in nazionale ― Brasile olimpica | Cronologia completa delle presenze e delle reti in nazionale ― Brasile olimpica | Cronologia completa delle presenze e delle reti in nazionale ― Brasile olimpica | Cronologia completa delle presenze e delle reti in nazionale ― Brasile olimpica | Cronologia completa delle presenze e delle reti in nazionale ― Brasile olimpica | Cronologia completa delle presenze e delle reti in nazionale ― Brasile olimpica | Cronologia completa delle presenze e delle reti in nazionale ― Brasile olimpica |
| Data                                                                            | Città                                                                           | In casa                                                                         | Risultato                                                                       | Ospiti                                                                          | Competizione                                                                    | Reti                                                                            | Note                                                                            |
| ------------------------------------------------------------------------------- | ------------------------------------------------------------------------------- | ------------------------------------------------------------------------------- | ------------------------------------------------------------------------------- | ------------------------------------------------------------------------------- | ------------------------------------------------------------------------------- | ------------------------------------------------------------------------------- | ------------------------------------------------------------------------------- |
| 07/08/2008                                                                      | Shenyang                                                                        | Brasile olimpica                                                                | 1 – 0                                                                           | Belgio olimpica                                                                 | Olimpiadi 2008 - 1º turno                                                       | -                                                                               |                                                                                 |
| 10/08/2008                                                                      | Shenyang                                                                        | Nuova Zelanda olimpica                                                          | 0 – 5                                                                           | Brasile olimpica                                                                | Olimpiadi 2008 - 1º turno                                                       | -                                                                               |                                                                                 |
| 13/08/2008                                                                      | Qínhuángdǎo                                                                     | Cina olimpica                                                                   | 0 – 3                                                                           | Brasile olimpica                                                                | Olimpiadi 2008 - 1º turno                                                       | -                                                                               |                                                                                 |
| 16/08/2008                                                                      | Shenyang                                                                        | Brasile olimpica                                                                | 2 – 0 dts                                                                       | Camerun olimpica                                                                | Olimpiadi 2008 - Quarti di finale                                               | 1                                                                               |                                                                                 |
| 19/08/2008                                                                      | Pechino                                                                         | Argentina olimpica                                                              | 3 – 0                                                                           | Brasile olimpica                                                                | Olimpiadi 2008 - Semifinali                                                     | -                                                                               |                                                                                 |
| 22/08/2008                                                                      | Shanghai                                                                        | Belgio olimpica                                                                 | 0 – 3                                                                           | Brasile olimpica                                                                | Olimpiadi 2008 - Finale 3º e 4º posto                                           | -                                                                               |                                                                                 |
| 20/07/2012                                                                      | Middlesbrough                                                                   | Regno Unito olimpica                                                            | 0 – 2                                                                           | Brasile olimpica                                                                | Amichevole                                                                      | -                                                                               |                                                                                 |
| 26/07/2012                                                                      | Cardiff                                                                         | Egitto olimpica                                                                 | 2 – 3                                                                           | Brasile olimpica                                                                | Olimpiadi 2012 - 1º turno                                                       | -                                                                               |                                                                                 |
| 29/07/2012                                                                      | Manchester                                                                      | Brasile olimpica                                                                | 3 – 1                                                                           | Bielorussia olimpica                                                            | Olimpiadi 2012 - 1º turno                                                       | -                                                                               |                                                                                 |
| 01/08/2012                                                                      | Newcastle                                                                       | Brasile olimpica                                                                | 3 – 0                                                                           | Nuova Zelanda olimpica                                                          | Olimpiadi 2012 - 1º turno                                                       | -                                                                               |                                                                                 |
| 04/08/2012                                                                      | Newcastle upon Tyne                                                             | Brasile olimpica                                                                | 3 – 2                                                                           | Honduras olimpica                                                               | Olimpiade 2012 - Quarti                                                         | -                                                                               | 83’                                                                             |
| 07/08/2012                                                                      | Manchester                                                                      | Corea del Sud olimpica                                                          | 0 – 3                                                                           | Brasile olimpica                                                                | Olimpiade 2012 - Semifinale                                                     | -                                                                               |                                                                                 |
| 11/08/2012                                                                      | Londra                                                                          | Brasile olimpica                                                                | 1 - 2                                                                           | Messico olimpica                                                                | Olimpiade 2012 - Finale                                                         | -                                                                               |                                                                                 |
| Totale                                                                          |                                                                                 | Presenze                                                                        | 13                                                                              |                                                                                 | Reti                                                                            | 1                                                                               |                                                                                 |

| Cronologia completa delle presenze e delle reti in nazionale ― Brasile under 20 | Cronologia completa delle presenze e delle reti in nazionale ― Brasile under 20 | Cronologia completa delle presenze e delle reti in nazionale ― Brasile under 20 | Cronologia completa delle presenze e delle reti in nazionale ― Brasile under 20 | Cronologia completa delle presenze e delle reti in nazionale ― Brasile under 20 | Cronologia completa delle presenze e delle reti in nazionale ― Brasile under 20 | Cronologia completa delle presenze e delle reti in nazionale ― Brasile under 20 | Cronologia completa delle presenze e delle reti in nazionale ― Brasile under 20 |
| Data                                                                            | Città                                                                           | In casa                                                                         | Risultato                                                                       | Ospiti                                                                          | Competizione                                                                    | Reti                                                                            | Note                                                                            |
| ------------------------------------------------------------------------------- | ------------------------------------------------------------------------------- | ------------------------------------------------------------------------------- | ------------------------------------------------------------------------------- | ------------------------------------------------------------------------------- | ------------------------------------------------------------------------------- | ------------------------------------------------------------------------------- | ------------------------------------------------------------------------------- |
| 30/06/2007                                                                      | Montréal                                                                        | Polonia under 20                                                                | 1 – 0                                                                           | Brasile under 20                                                                | Mondiale U-20 2007 - 1º turno                                                   | -                                                                               |                                                                                 |
| 03/07/2007                                                                      | Montréal                                                                        | Brasile under 20                                                                | 3 – 2                                                                           | Corea del Sud under 20                                                          | Mondiale U-20 2007 - 1º turno                                                   | -                                                                               |                                                                                 |
| 06/07/2007                                                                      | Ottawa                                                                          | Brasile under 20                                                                | 1 – 2                                                                           | Stati Uniti under 20                                                            | Mondiale U-20 2007 - 1º turno                                                   | -                                                                               |                                                                                 |
| 12/07/2007                                                                      | Burnaby                                                                         | Spagna under 20                                                                 | 4 – 2 dts                                                                       | Brasile under 20                                                                | Mondiale U-20 2007 - Ottavi di finale                                           | -                                                                               |                                                                                 |
| Totale                                                                          |                                                                                 | Presenze                                                                        | 4                                                                               |                                                                                 | Reti                                                                            | 0                                                                               |                                                                                 |

| Cronologia completa delle presenze e delle reti in nazionale ― Brasile under 17 | Cronologia completa delle presenze e delle reti in nazionale ― Brasile under 17 | Cronologia completa delle presenze e delle reti in nazionale ― Brasile under 17 | Cronologia completa delle presenze e delle reti in nazionale ― Brasile under 17 | Cronologia completa delle presenze e delle reti in nazionale ― Brasile under 17 | Cronologia completa delle presenze e delle reti in nazionale ― Brasile under 17 | Cronologia completa delle presenze e delle reti in nazionale ― Brasile under 17 | Cronologia completa delle presenze e delle reti in nazionale ― Brasile under 17 |
| Data                                                                            | Città                                                                           | In casa                                                                         | Risultato                                                                       | Ospiti                                                                          | Competizione                                                                    | Reti                                                                            | Note                                                                            |
| ------------------------------------------------------------------------------- | ------------------------------------------------------------------------------- | ------------------------------------------------------------------------------- | ------------------------------------------------------------------------------- | ------------------------------------------------------------------------------- | ------------------------------------------------------------------------------- | ------------------------------------------------------------------------------- | ------------------------------------------------------------------------------- |
| 17/09/2005                                                                      | Piura                                                                           | Gambia under 17                                                                 | 3 – 1                                                                           | Brasile under 17                                                                | Mondiale U-17 2005-1º turno                                                     | -                                                                               | [ 49 ]                                                                          |
| 29/09/2005                                                                      | Trujillo                                                                        | Turchia under 17                                                                | 3 – 4                                                                           | Brasile under 17                                                                | Mondiale U-17 2005-semifinale                                                   | 1                                                                               | [ 50 ]                                                                          |
| 02/10/2005                                                                      | Lima                                                                            | Brasile under 17                                                                | 0 – 3                                                                           | Messico under 17                                                                | Mondiale U-17 2005-finale                                                       | -                                                                               | [ 51 ]                                                                          |
| Totale                                                                          |                                                                                 | Presenze                                                                        | 3                                                                               |                                                                                 | Reti                                                                            | 1                                                                               |                                                                                 |

| Cronologia completa delle presenze e delle reti in nazionale (partite non ufficiali) ― Brasile | Cronologia completa delle presenze e delle reti in nazionale (partite non ufficiali) ― Brasile | Cronologia completa delle presenze e delle reti in nazionale (partite non ufficiali) ― Brasile | Cronologia completa delle presenze e delle reti in nazionale (partite non ufficiali) ― Brasile | Cronologia completa delle presenze e delle reti in nazionale (partite non ufficiali) ― Brasile | Cronologia completa delle presenze e delle reti in nazionale (partite non ufficiali) ― Brasile | Cronologia completa delle presenze e delle reti in nazionale (partite non ufficiali) ― Brasile | Cronologia completa delle presenze e delle reti in nazionale (partite non ufficiali) ― Brasile |
| Data                                                                                           | Città                                                                                          | In casa                                                                                        | Risultato                                                                                      | Ospiti                                                                                         | Competizione                                                                                   | Reti                                                                                           | Note                                                                                           |
| ---------------------------------------------------------------------------------------------- | ---------------------------------------------------------------------------------------------- | ---------------------------------------------------------------------------------------------- | ---------------------------------------------------------------------------------------------- | ---------------------------------------------------------------------------------------------- | ---------------------------------------------------------------------------------------------- | ---------------------------------------------------------------------------------------------- | ---------------------------------------------------------------------------------------------- |
| 07/10/2006                                                                                     | Madinat al-Kuwait                                                                              | Al-Kuwait                                                                                      | 0 – 4                                                                                          | Brasile                                                                                        | Amichevole non ufficiale                                                                       | -                                                                                              |                                                                                                |
| Totale                                                                                         |                                                                                                | Presenze                                                                                       | 1                                                                                              |                                                                                                | Reti                                                                                           | 0                                                                                              |                                                                                                |

## Palmarès

### Club

#### Competizioni statali
- Campionato Carioca: 1

Fluminense: 2023
- Taça Guanabara: 1

Fluminense: 2023

#### Competizioni nazionali
- Campionato spagnolo: 6

Real Madrid: 2006-2007, 2007-2008, 2011-2012, 2016-2017, 2019-2020, 2021-2022
- Supercoppa di Spagna: 5

Real Madrid: 2008, 2012, 2017, 2019, 2022
- Coppa di Spagna: 2

Real Madrid: 2010-2011, 2013-2014

#### Competizioni internazionali
- UEFA Champions League: 5

Real Madrid: 2013-2014, 2015-2016, 2016-2017, 2017-2018, 2021-2022
- Supercoppa UEFA: 3

Real Madrid: 2014, 2016, 2017
- Coppa del mondo per club: 4

Real Madrid: 2014, 2016, 2017, 2018
- Coppa Libertadores: 1

Fluminense: 2023
- Recopa Sudamericana: 1

Fluminense: 2024

### Nazionale
- Bronzo olimpico: 1

Pechino 2008
- Argento olimpico: 1

Londra 2012
- Confederations Cup: 1

Brasile 2013

### Individuale
- Squadra dell'anno del Campeonato Brasileiro Série A: 1

2006
- Squadra dell'anno UEFA: 3

2011, 2017, 2018
- FIFA FIFPro World XI: 6

2012, 2015, 2016, 2017, 2018, 2019
- All-Star Team del campionato mondiale: 1

Brasile 2014
- Squadra della stagione della UEFA Champions League: 3

2015-2016, 2016-2017, 2017-2018
- Squadra maschile dell'anno IFFHS: 2

2017, 2018
- Squadra maschile del decennio 2011-2020 IFFHS: 1

2020
- Candidato al Dream Team del Pallone d'oro (2020)